# Taseopteryx ochrizona
Taseopteryx ochrizona är en fjärilsart som beskrevs av George Francis Hampson 1910. Taseopteryx ochrizona ingår i släktet Taseopteryx och familjen nattflyn. Inga underarter finns listade i Catalogue of Life.